# ГЕС-ГАЕС Флатірон
ГЕС-ГАЕС Флатірон — гідроелектростанція у штаті Колорадо (Сполучені Штати Америки). Є складовою великого гідротехнічного проекту, котрий зокрема передбачає перекидання ресурсу між басейнами Тихого та Атлантичного океану.
Головним призначенням гідровузла Колорадо-Біг-Томпсон є подачі 321 млн м3 води на рік із західного схилу Скелястих гір (сточище річки Колорадо, яка на території Мексики впадає до північної частини Каліфорнійської затоки Тихого океану) на їх східну сторону у сточище річки Соуз-Платт, правої твірної Платт, котра в свою чергу є правим допливом Міссурі (найбільша права притока Міссісіпі, яка відноситься до басейну Мексиканської затоки Атлантичного океану). Кілька споруджених на західному схилі водосховищ та дві насосні станції подають ресурс із Колорадо та її приток Willow Creek і North Fork до входу в тунель Alva B. Adams, прокладений під вододільним хребтом Скелястих гір. Цей розрахований на транспортування до 16 м3/сек об'єкт має довжину 21 км та діаметр 3 метра.
Протранспортована по Alva B. Adams вода надходить у невелике сховище East Portal Reservoir, створене у правобережній частині сточища Біг-Томпсон (ліва притока Соуз-Платт). Далі через два тунелі та гідроелектростанції Marys Lake (8,1 МВт) і Естес (45 МВт) ресурс потрапляє у водосховище Естес, створене вже безпосередньо на Біг-Томпсон. Пройшовши через ще два тунелі і ГЕС Pole Hill (38,2 МВт), вода опиняється у нижньому балансувальному резервуарі останньої.
Наступною ланкою є тунель Rattlesnake, котрий виводить до розташованого за 17 км буферного водосховища Пайнвуд-Лейк, створеного греблею Rattlesnake на Rattlesnake Creek (права притока Коттонвуд-Крік, що в свою чергу впадає праворуч до Біг-Томпсон). Ця кам'яно-накидна/земляна споруда висотою 40 метрів та довжиною 595 метрів утримує резервуар з об'ємом 2,7 млн м3 (корисний об'єм 1,9 млн м3) та коливанням рівня поверхні між позначками 1996 та 2006 метрів НРМ.
Далі дериваційну трасу продовжує тунель Bald Mountain довжиною 2 км, котрий переходить у два напірні водоводи довжиною біля 1,7 км, що досягають машинного залу ГЕС Флатірон, розташованого на березі водосховища Флатірон. Останнє створене на Chimney Hollow Creek (ще одна права притока Коттонвуд-Крік) за допомогою кам'яно-накидної/земляної греблі висотою 26 метрів та довжиною 526 метрів, яка утримує резервуар з площею поверхні 0,2 км2 та об'ємом 0,94 млн м3 (корисний об'єм 0,54 млн м3) і коливанням рівня поверхні між позначками 1663 та 1668 метрів НРМ.
ГЕС Флатірон обладнана двома турбінами типу Френсіс потужністю по 43 МВт, які використовують напір у 322 метри. Крім того, тут встановлено оборотну турбіну потужністю 8,5 МВт, котра, на відміну від більших агрегатів, не приймає ресурс з Пайнвуд-Лейк, а через напірний тунель довжиною 2,3 км забезпечує підйом води із резервуару Флатірон на висоту до 90 метрів у водосховище Картер-Лейк. Останнє створене в межиріччі Коттонвуд Крік та Літтл-Томпсон-Рівер (так само права притока Біг Томпсон-Рівер) за допомогою трьох кам'яно-накидних/земляних дамб, найбільша з яких має висоту 65 метрів та довжину 376 метрів. Утримувана цими спорудами водойма при площі поверхні 4,6 км2 має об'єм 138,4 млн м3 і коливання рівня між позначками 1712 та 1755 метрів НРМ. Оскільки Картер-Лейк є вихідним пунктом системи іригаційних каналів (інша система бере початок з попереднього озера Флатірон), насосний агрегат ГЕС Флатірон в періоди низького попиту на електроенергію споживає її для іригаційних потреб. В той же час, він також здатен підключатись до покриття пікових навантажень в енергосистемі перепускаючи через себе воду у зворотному напрямку з Лейк-Картер до сховища Фдлатірон.